# Día del Bibliotecario
El Día del bibliotecario es una fecha conmemorativa en la cual se reconoce la labor de las personas encargadas del cuidado, organización y funcionamiento de una biblioteca.  El término, en un sentido más amplio, refiere a los profesionales bibliotecarios que se desempeñan en distintas áreas, como centros de documentación, organizaciones sociales, culturales y educativas, así como también gubernamentales e independientes.
No existe una fecha universal para esta conmemoración, sino que cada país la define de acuerdo a su contexto. En el caso de Chile, cada 10 de julio se conmemora el Día del bibliotecario

## Historia
El origen de la conmemoración se encuentra en Argentina, con la creación de la primera biblioteca pública a manos de Mariano Moreno y su junta de gobierno el día 13 de septiembre de 1810.  

## Fechas

### En América
| País                 | Fecha            | Contexto |
| -------------------- | ---------------- | --- |
| Venezuela            | 27 de julio      | Se conmemora el día del bibliotecario por el decreto N°1564 que fue establecido durante la presidencia de Luis Herrara Campins, el 22 de julio de 1982. Esta fecha se establece por 3 acontecimientos importantes: 1. 27 de julio de 1945: Fallecimiento del bibliógrafo venezolano Manuel Segundo Sánchez 2. 27 de julio de 1950: Primera promoción de Bibliotecología y Archivología de la facultad de Humanidades y Educación de la Universidad Central de Venezuela 3. 27 de julio de 1977: Promulgación de la Ley de Creación de la Biblioteca Nacional |
| Chile                | 10 de julio      | En 1969 se promulga la ley que aprueba la constitución del Colegio de Bibliotecarios de Chile, la cual fue publicada el 10 de julio de ese año en el Diario Oficial Así, se establece ese día como el día nacional del bibliotecario en Chile. |
| Colombia             | 24 de abril      | Esta fecha se establece por dos acontecimientos importantes: 1. La celebración coincide un día después con el Día Internacional del Libro 2. 23 de abril de 1958: se aprueba el día del bibliotecario por la Asociación Colombiana de Bibliotecarios |
| El Salvador          | 25 de mayo       | La celebración del día nacional del bibliotecario se aprobó en la Asamblea Legislativa de El Salvador, a través del Decreto Legislativo n.º 217, del 12 de mayo de 1983, publicado en el Diario Oficial n.º 93, Tomo n.º 279, del 20 de mayo de 1983. En ese día, se fija como fecha de celebración el 25 de mayo de cada año. |
| Perú                 | 14 de noviembre  | Durante la presidencia de Fernando Belaúnde Terry se establece el 14 de noviembre de 1968 a través de la ley N°16801 el día nacional del bibliotecario en Perú. Esta ley fue impulsada el 5 de agosto de 1958 por la Asamblea General de la Asociación Peruana de Bibliotecarios. |
| Costa Rica           | 19 de marzo      | En 1956 mediante unas votaciones correspondientes a la asociación Costarricenses de Bibliotecarios se estableció un día al año para la celebración del día del Bibliotecario. Se establece el 19 de marzo como el día oficial. |
| República Dominicana | 23 de abril      | En República Dominicana se celebra el 23 de abril tres tipos de conmemoraciones : Día del libro, Día de la Biblioteca y el Día del Bibliotecario Dominicano. Esto, fue instituido mediante el Decreto 17-01 (G.O 9529-79) durante la presidencia constitucional de Antonio Guzmán Fernández. |
| Brasil               | 12 de marzo      | Este día fue instituido el 12 de abril de 1980 por el Decreto n° 84.631 para ser celebrado en el territorio nacional de Brasil. Se estableció el 12 de marzo por ser el día de nacimiento del Bibliotecario Manuel Bastos Tigre, uno de los primeros bibliotecarios públicos en el Museo Nacional de Brasil |
| Ecuador              | 21 de febrero    | Se conmemora el Día del Bibliotecario el 21 de febrero como un homenaje al nacimiento de Eugenio Espejo. El ocupó el cargo de primer bibliotecario en la Biblioteca Pública de Quito en el año 1791. |
| Guatemala            | 30 de septiembre | La propuesta de celebración del día del bibliotecario en Guatemala se realizó a mediados los años cincuenta, esta moción fue presentada por Jorge Juárez García. bibliotecario de la Facultad de Ciencias Químicas y Farmacias en una sesión de la Asociación de Bibliotecarios de Guatemala. La celebración se realiza en conjunto con la tradición de España por la festividad de San Jerónimo, patrono de los bibliotecarios, archivistas, arqueólogos y traductores.                                                                                     |
| Bolivia              | 30 de junio      | Se celebra el 30 de junio el día del Bibliotecario Boliviano, es un homenaje al decreto Gubernamental promulgado por el Mariscal Andrés de Santa Cruz y Calahumana el 30 de junio del año 1838, que dispone la creación de las bibliotecas públicas en todo el territorio Boliviano. |
| Argentina            | 13 de septiembre | El 13 de septiembre de 1810 la junta de gobierno a cargo de Mariano Moreno deciden crear la Biblioteca Pública de Buenos Aires, que actualmente es la Biblioteca Nacional de Argentina. En 1954, fue instituido el día nacional del Bibliotecario mediante el Decreto N° 17.650/54, manteniendo la fecha inicial del 13 de septiembre. |
| Cuba                 | 7 de junio       | Se celebra el 7 junio en homenaje al nacimiento de Antonio Bachiller y Morales que fue uno de los intelectuales cubanos más importantes de la época. Entre sus actividades se destacan: prolífico, periodista, bibliógrafo, historiador y abogado. |
| México               | 20 de julio      | La celebración fue propuesta en 2004 por la Comisión de Bibliotecas y Asuntos Editoriales de la Cámara de Senadores de México. Se estableció el 20 de julio como la fecha oficial. |
| Nicaragua            | 8 de noviembre   | Esta fecha se establece por 2 acontecimientos importantes: 1. 8 de noviembre de 1980: Se define el día nacional del Bibliotecario Nicaragüense en conmemoración del Padre de la Revolución Nicaragüense, Carlos Fonseca Amador 2. 24 de septiembre de 2009: Iniciativa del Ministerio de Educación de Nicaragua para aprobar el día nacional del Bibliotecario Nicaragüense. Fue aprobada con base en la Ley 701 publicada en la Gaceta número 196 del 16 de octubre del año 2009.                                                                           |